# 圣樊尚德布瓦塞
圣樊尚德布瓦塞（法語：Saint-Vincent-de-Boisset，法語發音：[sɛ̃ vɛ̃sɑ̃ də bwasɛ]）是法国卢瓦尔省的一个市镇，位于该省东北部，属于罗阿讷区。

## 地理
圣樊尚德布瓦塞（46°0'26"N, 4°7'20"E）面积4.11 平方千米，位于法国奥弗涅-罗讷-阿尔卑斯大区卢瓦尔省，该省份为法国中南部省份，北起顺时针与索恩-卢瓦尔省、罗讷省、伊泽尔省、阿尔代什省、上盧瓦爾省、多姆山省和阿列省接壤。
与圣樊尚德布瓦塞接壤的市镇（或旧市镇、城区）包括：佩勒、勒科托、布瓦塞圣母村、帕里尼。
圣樊尚德布瓦塞的时区为UTC+01:00、UTC+02:00（夏令时）。

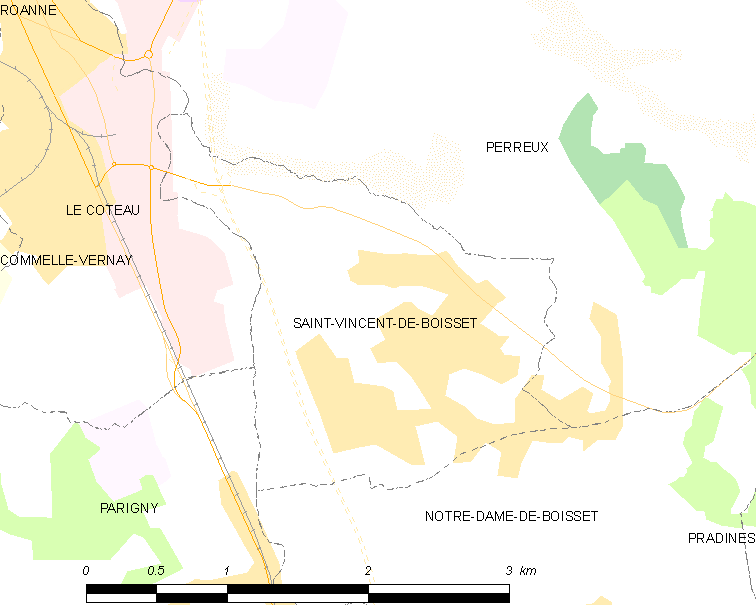
圣樊尚德布瓦塞的OSM定位图

## 行政
圣樊尚德布瓦塞的邮政编码为42120，INSEE市镇编码为42294。

## 政治
圣樊尚德布瓦塞所属的省级选区为勒科托县。

## 人口

1962-2008年间圣樊尚德布瓦塞人口变化图示

圣樊尚德布瓦塞于2022年1月1日时的人口数量为972人。